# 協和インターチェンジ
協和インターチェンジ（きょうわインターチェンジ）は、秋田県大仙市にある秋田自動車道のインターチェンジである。

## 道路

### 本線
- E46 秋田自動車道（5番）

### 接続する道路
- 国道341号

## 構造
トランペット型

## 料金所
- ブース数：4

### 入口
- ブース数：2
  - ETC専用：1
  - 一般：1

### 出口
- ブース数：2
  - ETC専用：1
  - 一般：1

## 周辺
- 地方独立行政法人秋田県立病院機構 秋田県立リハビリテーション・精神医療センター
- 医療法人慧眞会 協和病院

## 隣
E46 秋田自動車道
(4)大曲IC - (4-1)西仙北SA/スマートIC - (5)協和IC - (5-1)河辺JCT - (6)秋田南IC